# Koszary Traugutta w Słobódce
Koszary Traugutta w Słobódce – kompleks koszarowy znajdujący się na terenie Słobódki (Prużany).

## Charakterystyka
W okresie carskim Słobódka była wojskowym miasteczkiem zbudowanym dla potrzeb zakwaterowania 38 Brygady Artylerii i nazwanym Obozem Michałowskim. Dwa największe koszarowce i domy kadry były murowane. Większość budynków była jednak drewniana lub drewniono-murowana (murowana klatka schodowa i drewniane skrzydła). 
Po wojnie polsko-bolszewickiej koszary oddano we władanie Wojsku Polskiemu i nazwano Koszarami Traugutta. Zakwaterowano w nich, w części południowej o pojemność 1000 ludzi i 1200 koni, 25 pułk Ułanów Wielkopolskich, a w części północnej, o pojemność 850 ludzi i 320 koni, 20 pułk artylerii lekkiej(bez I i II dywizjonu).

Największy trzykondygnacyjny koszarowiec, położony w centrum Słobódki, zajął 25 puł (bez szwadronów ckm i zapasowego oraz plutonu łączności). Na parterze budynku zlokalizowano pocztę, zakład fryzjerski, sklep spółdzielni wojskowej i warsztaty rzemieślnicze, a każdy szwadron zajmował połowę piętra.
W okresie międzywojennym koszary rozbudowano. Powstała murowana kryta ujeżdżalnia, drewniany wojskowy kościół parafialny pw. św. Piotra i Pawła oraz dwa bloki FKW: oficerski z 13 mieszkaniami i 49 izbami oraz podoficerski z 24 mieszkaniami i 74 izbami.
Po II wojnie światowej Słobódka stała się garnizonem Armii Radzieckiej, potem białoruskiej. Obecnie (2020) wszystkie zabudowania są własnością cywilną. Zachowała się znaczna część budynków murowanych, jeden drewniany oraz jeden drewniany z murowaną klatką schodową. Pełnią one funkcje mieszkalne lub usługowe; mieści się tu też przedszkole. W 2012 zawalił się największy blok koszarowy położony w centrum kompleksu. Nie istnieje również kościół parafialny.